# Lentföhrden
 (octobre 2024).
Si vous disposez d'ouvrages ou d'articles de référence ou si vous connaissez des sites web de qualité traitant du thème abordé ici, merci de compléter l'article en donnant les références utiles à sa vérifiabilité et en les liant à la section « Notes et références ».
Lentföhrden est une commune allemande de l'arrondissement de Segeberg, dans le Land de Schleswig-Holstein.

## Géographie
Lentföhrden est dans une vaste région de bruyère et de lande, mais reboisée en partie. Le symbole du blason communal est un tétras lyre.
Lentföhrden se situe au nord de Hambourg, sur la Bundesstraße 4 entre Bad Bramstedt et Kaltenkirchen. On peut aussi venir par la sortie à Kaltenkirchen de la Bundesautobahn 7. De même, son territoire est traversé par la ligne de Hambourg à Neumünster, gérée par l'AKN Eisenbahn.
La commune est également disponible par la Bundesautobahn 20 après son extension.

## Histoire
Lentföhrden est mentionné pour la première fois en 1479.
Ses routes historiques sont l'Ochsenweg et l'Altona-Kieler Chaussee. Cette route longue de 94 km a été bâtie entre 1830 et 1832.

## Source, notes et références
1. ↑  (de) NDR, « Transfarmation - Wie vegane Brüder einen Milchviehbetrieb in Lentföhrden umkrempeln », sur www.ndr.de, 21 septembre 2024 (consulté le 26 octobre 2024)

- (de) Cet article est partiellement ou en totalité issu de l’article de Wikipédia en allemand intitulé « Lentföhrden » (voir la liste des auteurs).